# Валютна каса
Валютна каса — сукупність надходжень і платежів країни в іноземній валюті. Складається з готівки на рахунках та депозитів.
В Україні валютні каси поділяють на вільно конвертовані валюти, валюти з обмеженою конвертованістю, які обмінюються на інші валюти з певним обмеженням, та неконвертовані валюти, що не обмінюються на інші валюти і курси яких не котируються і не визначаються Національним банком України.